# Middelgrunden

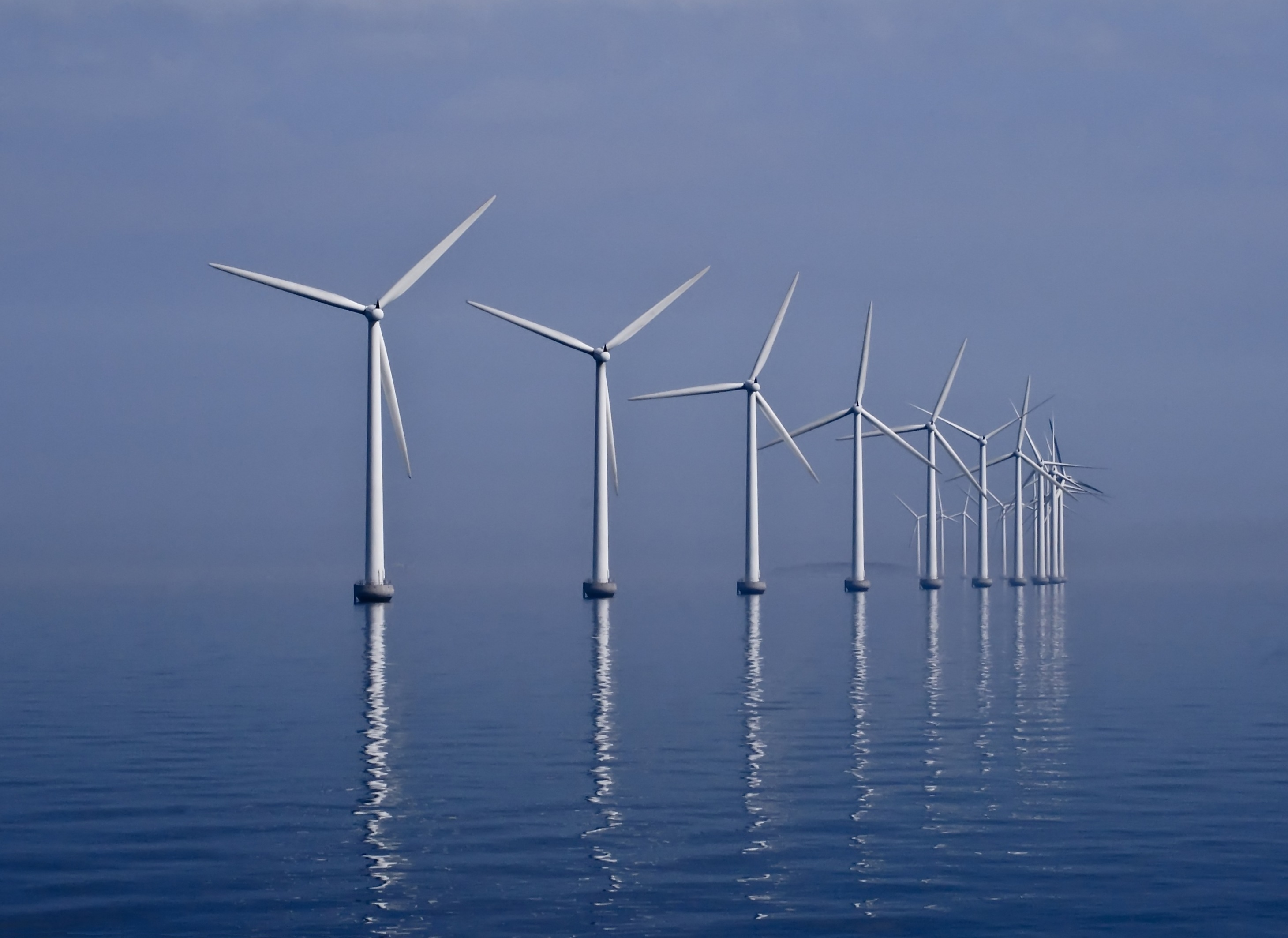
Middelgrunds vindkraftspark.

Middelgrunden är ett grunt vattenområde  utanför Köpenhamn i Öresund. Där finns dels fästningen Middelgrundsfortet (uppfört 1890-1894), dels en vindkraftspark, Middelgrundens Vindmøllepark, som var en av världens största till havs när den togs i drift 2001.
Vindkraftsparken består av tjugo stycken 2-megawattsverk, totalt 40 megawatt. Vindkraftverken ligger 2-3 km från land och vattendjupet varierar mellan fyra och åtta meter.
Den totala kostnaden för vindkraftsparken uppges uppgå till 44 miljoner euro (328 miljoner danska kronor) med turbiner (26,1 miljoner euro eller 194,65 miljoner kronor) och fundament (9,92 miljoner euro eller 66,61 miljoner kronor) som största kostnader. Detta motsvarar en kostnad på 8 203,8 danska kronor per kilowatt.
Vindkraftparken har varit i kontinerlig drift sedan starten och producerar årligen omkring 90 miljoner kilowattimmar elektricitet. Vindkraftverken  skall renoveras så att livstiden förlängs med 20 år.